# Daniel Dupuy
Pour les articles homonymes, voir Dupuy.
Daniel Dupuy est un écrivain français, né en 1950 dans le Gard. Il demeure en Vaucluse depuis près de 50 ans. Son premier roman, Fontcouverte, a obtenu le prix Charles-Exbrayat 2007. Natif des Cévennes où il a gardé de profondes attaches, on les retrouve dans la plupart de ses ouvrages. Des romans dits "de terroir" où le rire côtoie les larmes, où l'émotion est omniprésente. Des histoires de famille souvent drôles mais aussi dramatiques, où les nobles sentiments cachent la cupidité et  la possession du pouvoir par l'argent. Depuis le Vaucluse où il vit, Daniel Dupuy nous offre également des ouvrages où le Luberon et la Durance sentent bon la Provence. Tous ses ouvrages sont parus aux éditions De Borée.  

## Biographie
Après des études de droit il entame des études d'Histoire, d'abord à la jeune Université d'Avignon, études qu'il poursuit à l'Université d'Aix en Provence où il obtient la licence et la maîtrise. Après une courte année à exercer  en qualité de maître axillaire, il rencontre fortuitement le directeur d'une Cie d'assurance; il quitte l'enseignement de l'Histoire pour découvrir le monde de l'assurance où il passera quarante deux ans en qualité d'agent général avant de prendre la retraite. 